# Избори за председника Републике Македоније 1999.
Избори за председника Северне Македоније 1999. који су одржани на 31. октобар и 14. новембар 1999. године. За председника је изабран Борис Трајковски.